# Caterina Pigorini Beri
Caterina Pigorini Beri (Fontanellato, 24 settembre 1845 – Roma, 26 marzo 1924) è stata una scrittrice italiana.

## Biografia
Sorella dell'illustre paletnologo Luigi Pigorini, figlia del dottor Luciano Pigorini (Soragna 1809 - Fontanellato 1897), medico condotto della cittadina di Fontanellato dove condusse i suoi studi da autodidatta, Caterina ebbe la guida del professor Luigi Caggiati, medico e letterato, e del conte Jacopo Sanvitale.
Dopo aver insegnato a Parma nelle scuole femminili di San Paolo, si affermò come folklorista con una serie di scritti frutto di un viaggio in Calabria, che apparvero sulla «Nuova Antologia» e che formarono dieci anni dopo la loro uscita il volume In Calabria.
L'attività di insegnante ed educatrice le aveva assicurato notorietà e stima, tanto che l'allora ministro della Pubblica Istruzione Cesare Correnti la nominò direttrice della Regia Scuola normale e del Convitto Femminile di Camerino.
Nella città marchigiana Caterina si sposò con il sindaco, l'avvocato Antonio Beri, Sindaco di Camerino.
La permanenza nelle Marche fu proficua perché le fece scrivere quei bozzetti che prima arricchirono le pagine della Nuova Antologia e poi diedero corpo al volume Costumi e superstizioni dell'Appennino Marchigiano, opera forte e schietta, universalmente apprezzata.
Ebbe amicizia con molti personaggi illustri fra cui Giuseppe Verdi, Giosuè Carducci,  Alinda Bonacci Brunamonti.
Il 2 Febbraio 1902 viene insignita della Medaglia d'Oro di Benemerita dell'Istruzione Popolare. 
Morì a Roma il 26 marzo 1924 dopo una lunga malattia che l'aveva colpita nel 1915.

## Opere
- Sulla educazione della donna. Lettere, Parma, Tip. Rossi Ubaldi, 1865, pp. 40.
- Il dritto mezzo. Osservazioni pratiche sulla donna, Parma, Tip. Rossi Ubaldi, 1867, pp. 138.
- Cenni biografici del Conte Jacopo Sanvitale, Parma, Tip. Rossi Ubaldi, 1867, pp. 72.
- Sulla tomba della Contessa Alberta Sanvitale. Opuscolo premiato con menzione onorevole alla Esposizione Femminile di Firenze del 1871, Parma, Tip. Rossi Ubaldi, 1868.
- Il libro dell'operaia, Milano, V. Maisner e Compagnia editori, 1870, pp. 168.
- L'educazione moderna, Milano, Treves, 1871.
- Cristoforo Mazzaroli (scultore di Salsomaggiore). Lettera a Giulio Monteverde, Parma, Tip. della Gazzetta di Parma, 1871, pp. 40.
- Costumi e superstizioni dell'Appennino marchigiano. (S. Lapi, 1889)
- Maria Luigia a Parma (Forzani, 1901)